# Jean Massez
Jean Massez (* 15. April 1925) ist ein ehemaliger belgischer Eisschnellläufer.
Massez nahm von 1949 bis 1953 an internationalen Rennen teil und belegte dabei bei der Mehrkampfweltmeisterschaft 1951 in Davos den 24. Platz im Großen Vierkampf. Im folgenden Jahr lief er bei seiner einzigen Teilnahme an Olympischen Winterspielen in Oslo jeweils auf den 39. Platz über 500 m und 1500 m.

## Persönliche Bestleistungen
| Disziplin | Zeit       | Datum           | Ort      |
| --------- | ---------- | --------------- | -------- |
| 500 m     | 45,8 s     | 3. Februar 1951 | Davos    |
| 1500 m    | 2:28,3 min | 3. Februar 1951 | Davos    |
| 3000 m    | 5:16,5 min | 15. Januar 1950 | Chamonix |
| 5000 m    | 9:10,0 min | 15. Januar 1950 | Chamonix |